# Atlapetes gutturalis
El atlapetes barbiamarillo o comepuntas (Atlapetes gutturalis) es un ave emberízida de los bosques de montaña de América Central. Varios ornitólogos la incluyen como un morfo de A. albinucha.
De unos 17 cm de longitud promedio, los individuos adultos tienen la cabeza negra con rayas blancas en la corona y la nuca perpendiculares al eje del cuerpo, al igual que A. albinucha. Al igual que esta especie, la espalda, las alas, la rabadilla y la cola son negras, lo mismo que el pico. Se distingue porque la garganta es amarilla, y el resto de las partes ventrales, desde el cuello hasta las cobertoras inferiores de la cola son blancas. Los individuos inmaduros son de cabeza negra, sin raya blanca; el resto del cuerpo es café, más oscuro en el dorso y claro en el vientre.
Vive en bosques húmedos de montaña y en áreas de matorrales desde 1 500 hasta 3 000 m snm, desde el extremo sur de México (sur de Chiapas) hasta Colombia. Se alimenta entre los arbustos y los árboles, come insectos y otros artrópodos y pequeños frutos.
Se reproduce de marzo a junio. La hembra pone dos huevos blancos con algunas manchas café en un nido en forma de cuenco elaborado con pastos, tallos de hierba y finas fibras vegetales.